# Koripallon miesten SM-sarjakausi 1974-1975
La Koripallon miesten SM-sarjakausi 1974-1975 è stata la 35ª edizione del massimo campionato finlandese di pallacanestro maschile. La vittoria finale è stata ad appannaggio del Turun NMKY.

## Risultati

### Stagione regolare
|     | Squadra              | G  | V  | P  | PF   | PS   | Pt. | Qualificazione |
| --- | -------------------- | -- | -- | -- | ---- | ---- | --- | -------------- |
| 1.  | Turun NMKY           | 18 | 16 | 2  | 1603 | 1335 | 32  | playoff        |
| 2.  | Playboys Honka       | 18 | 15 | 3  | 1586 | 1292 | 30  | playoff        |
| 3.  | Tapion Honka         | 18 | 14 | 4  | 1482 | 1343 | 28  | playoff        |
| 4.  | ToPo Helsinki        | 18 | 9  | 9  | 1375 | 1365 | 18  | playoff        |
| 5.  | Hels. Kisa-Toverit   | 18 | 9  | 9  | 1287 | 1301 | 18  |                |
| 6.  | KTP-Basket           | 18 | 8  | 10 | 1514 | 1459 | 16  |                |
| 7.  | Pantterit            | 18 | 7  | 11 | 1387 | 1506 | 14  |                |
| 8.  | Pispalan Tarmo       | 18 | 5  | 13 | 1414 | 1437 | 10  |                |
| 9.  | Helsingin NMKY       | 18 | 4  | 14 | 1420 | 1563 | 8   | retrocesse     |
| 10. | Karkkilan Urheilijat | 18 | 3  | 15 | 1332 | 1697 | 6   | retrocesse     |

## Playoff
|  | Semifinali | Semifinali     | Semifinali |                |    | Finale     | Finale | Finale |  |
|  |            |                |            |                |    |            |        |        |  |
|  | 1.         | Turun NMKY     | 2          |                |    |            |        |        |  |
|  | 1.         | Turun NMKY     | 2          |                |    |            |        |        |  |
|  | 4.         | ToPo Helsinki  | 1          |                |    |            |        |        |  |
|  | 4.         | ToPo Helsinki  | 1          |                | 1. | Turun NMKY | 2      |        |  |
|  |            |                |            |                | 1. | Turun NMKY | 2      |        |  |
|  |            |                | 2.         | Playboys Honka | 1  |            |        |        |  |
|  | 2.         | Playboys Honka | 2.         | Playboys Honka | 1  | 2          |        |        |  |
|  | 2.         | Playboys Honka |            |                |    |            |        |        |  |
|  | 3.         | Tapion Honka   | 0          |                |    |            |        |        |  |

| Koripallon miesten SM-sarjakausi 1974-1975 |
| ------------------------------------------ |
| Turun NMKY 2º titolo                       |

## Formazione vincitrice
| N° | Naz.                 | Ruolo | Sportivo       |  | Alt. |  |
| -- | -------------------- | ----- | -------------- |  | ---- |  |
|    | Finlandia (bandiera) | C     | Tapio Sten     |  | 201  |  |
|    | Finlandia (bandiera) |       | Mikko Koskinen |  | 190  |  |